# László Szentgróthy
László Szentgróthy (* 11. Oktober 1891 als Lajos Schwarz in Esztergom, Königreich Ungarn; † im 20. Jahrhundert) war ein ungarischer Schwimmer.

## Karriere
Szentgróthy begann seine Wettbewerbskarriere bei den ungarischen Schwimmmeisterschaften im Jahr 1911. Hier errang er Silber über 100 Yards Freistil. Ein Jahr später nahm er an den Olympischen Spielen in Stockholm teil. Im Wettbewerb über 100 m Freistil scheiterte er dort als Dritter seines Vorlaufs. In der Disziplin 100 m Rücken erreichte Szentgróthy das Halbfinale. 1913 wurde er ungarischer Meister über 100 Yards Freistil.
Neben seiner aktiven sportlichen Laufbahn betätigte sich der Ungar auch im Vorstand seines Vereins Műegyetemi AFC. Nach dem Ersten Weltkrieg arbeitete er als Chemieingenieur in Târgu Mureș und Bukarest. 1924 kehrte er nach Budapest zurück.